# El Viejo
El Viejo är en kommun (municipio) i Nicaragua med 32 262 invånare (2012). Den ligger vid Stillahavskusten i departementet Chinandega, och det är den allra västligaste kommunen i landet. I El Viejo ligger vulkanen Cosigüina som 1835 genererade det tredje kraftigaste vulkanutbrottet i historisk tid, endast överträffat av Krakatoa 1883 och Novarupta 1912. 

## Geografi
El Viejo gränsar till kommunerna Puerto Morazán i nordost, Chinandega i sydost, El Realejo och Corinto i söder, samt till Stilla havet i väster och Fonsecabukten i norr. Kommunens enda större ort är centralorten El Viejo med 35 629 invånare (2005). Kommunens näst största ort (comarca) är Monre Rosa med 2 072 invånare. I kommunens norra ände, vid Fonsecabukten, ligger fiskeorten Potosí med 1 368 invånare. Längs Stillahavskusten finns ett antal fina fiske- och badorter, från söder till norr: Asseradores (623 invånare), Aposentillo, Santa María del Mar (218), Jiquilillo (665), Los Zorros (321), Padre Ramos (618), Venecia (283) och Mechapa (790).

## Historia
El Viejo hette ursprungligen Tezuatega och är en av de många indiansamhällen som redan existerade vid tiden för spanjorernas erövring av Nicaragua. Prästen Fray Francisco de Bobadilla besökte platsen år 1528 och döpte då 2 169 personer.
El Viejo blev 1839 upphöjd till rangen av villa och 1868 till rangen av ciudad (stad).

## Näringsliv
I Monte Rosa, 11 kilometer nordväst om centralorten, ligger ett stort sockerbruk vid namn Ingenio Monte Rosa. 

## Bilder
|  |  |